# المونکار
المونکار (به اسپانیایی: Almuñécar) یک شهرستان در اسپانیا است که در اندلس واقع شده‌است.

## خصوصیات
المونکار ۸۳٫۳۶ کیلومترمربع مساحت و ۲۷٬۷۰۳ نفر جمعیت دارد و ۲۴ متر بالاتر از سطح دریا واقع شده‌است.